# Samuel Howard Whitbread
Samuel Howard Whitbread CB (* 8. Januar 1858 in London; † 29. Juli 1944) war ein britischer Politiker.

## Leben
Samuel Howard Whitbread ist der älteste Sohn von Samuel Whitbread und dessen Frau Isabella Charlotte (geborene Pelham), einer Tochter von Henry Pelham, 3. Earl of Chichester. Er wuchs mit einem jüngeren Bruder auf. Er besuchte das Eton College, sowie danach das Trinity College der University of Cambridge. Im Januar 1879 wurde er in den Inner Temple aufgenommen. 1892 wurde er in einer Nachwahl im Wahlkreis Luton in das House of Commons gewählt, um den vakanten Sitz von Cyril Flower, 1. Baron Battersea neu zu besetzen. Whitbread gehörte dem Unterhaus bis 1905 an. Von 1906 bis 1910 vertrat er den Wahlkreis Huntingdon im House of Commons. Von 1912 bis 1936 bekleidete er das Amt des Lord Lieutenant of Bedfordshire. 1917 wurde er in den Bathorden aufgenommen.
Am 16. Januar 1904 heiratete er Madeline Emmie Louisa Bourke, jüngere Schwester der Gartengestalterin Norah Lindsay. Aus der Ehe gingen Kinder hervor.